# Баранамтара
Баранамтара је била краљица Лагаша током 24. века п. н. е. Била је ћерка великог земљопоседника који је имао трговачке везе са краљицом Адаба.
Године 2384. п. н. е., Баранамтара и њен супруг Лугаланда освојили су власт у Лагашу, једном од најстаријих градова Сумера. Постали су највећи земљопоседници у граду, а Баранамтара је сама председавала храмом и управљала са неколико имања. Краљица Баранамтара управљала је својим приватним имањима и храмом богиње Бау. Куповала је и продавала робове и слала дипломатске мисије у суседне државе.
Подаци који и данас постоје одражавају приватне пословне активности краљевске супруге током Лагашевог великог доба међународне трговине и просперитета. Баранамтара је слала вунену одећу и сребро у Дилмун и продавала бакар увезен из Дилмуна у суседном граду Ума. У складу са уобичајеном праксом међународних трговаца, посветила је бронзану статуу богињи Нанше. За своја имања, која су продавала млечне производе, Баранамтара је куповала стоку у Еламу. Израз „имање Баранамтаре“ налази се на списковима људи, животиња, имања и разних предмета.
Због тадашње политичке нестабилности, свргнуо их је други владар, Урукагина, 2378. године.Он је приредио богату сахрану Баранамтаре, а његова супруга, краљица Шаша (ШагШаг) је, у другој години своје владавине, председавала раскошној сахрани своје претходнице.

## Занимљивости
Један од кратера на Венери добио је име по Баранамтари. Кратер је кружна удубина коју је вероватно створио удар. На Венери су названи по умрлим женама које су дале изузетан или суштински допринос у свом пољу. Пречник кратера је 25,6 km, географска ширина 17.9°, географска дужина је 267.8°.